# Episodi de Il Trono di Spade (settima stagione)
La settima stagione della serie televisiva Il Trono di Spade (Game of Thrones), composta da sette episodi, è stata trasmessa sul canale statunitense HBO dal 16 luglio al 27 agosto 2017.
In Italia la stagione è andata in onda in prima visione in lingua italiana sul canale satellitare Sky Atlantic dal 24 luglio al 4 settembre 2017. È stata trasmessa in lingua originale sottotitolata in italiano dal 17 luglio al 28 agosto 2017, in simulcast con HBO. È stata trasmessa in chiaro dal 29 ottobre al 12 novembre 2018 su Rai 4.
Cast
Durante questa stagione escono dal cast principale Aidan Gillen e Indira Varma.
| nº | Titolo originale        | Titolo italiano           | Prima TV USA   | Prima TV Italia  |
| -- | ----------------------- | ------------------------- | -------------- | ---------------- |
| 1  | Dragonstone             | Roccia del Drago          | 16 luglio 2017 | 24 luglio 2017   |
| 2  | Stormborn               | Nata dalla tempesta       | 23 luglio 2017 | 31 luglio 2017   |
| 3  | The Queen's Justice     | La giustizia della regina | 30 luglio 2017 | 7 agosto 2017    |
| 4  | The Spoils of War       | Spoglie di guerra         | 6 agosto 2017  | 14 agosto 2017   |
| 5  | Eastwatch               | Forte Orientale           | 13 agosto 2017 | 21 agosto 2017   |
| 6  | Beyond the Wall         | Oltre la Barriera         | 20 agosto 2017 | 28 agosto 2017   |
| 7  | The Dragon and the Wolf | Il drago e il lupo        | 27 agosto 2017 | 4 settembre 2017 |

## Roccia del Drago
- Titolo originale: Dragonstone
- Diretto da: Jeremy Podeswa
- Scritto da: David Benioff e D.B. Weiss

### Trama
Alle Torri Gemelle, Arya Stark, con il volto del deceduto capofamiglia Frey, avvelena e uccide in un brindisi tutta la famiglia Frey rimanente. A restare in vita è solamente Kitty Frey, ultima moglie di Walder.
Nelle Terre dei Fiumi, Arya si imbatte in un gruppo di soldati dei Lannister che stanno cantando e mangiando. Inizialmente titubante, presto la ragazza scopre gli uomini più umani di quanto credesse e accetta di unirsi a loro per il pasto. Nel frattempo, Sandor Clegane, ancora in compagnia di Beric Dondarrion e Thoros di Myr, raggiunge una casa abbandonata dove la Fratellanza Senza Vessilli intende trascorrere al caldo la notte. L'abitazione apparteneva a un uomo e alla sua bambina, morti di fame dopo che il Mastino li aveva derubati in compagnia di Arya molto tempo prima. Prima di seppellire i resti dei due, Thoros convince il Mastino a guardare attraverso il fuoco e con stupore Sandor vede l'armata degli Estranei avanzare: si rende conto che l'esercito del Re della Notte sta marciando verso Forte Orientale, vicino a una montagna non protetta dalla Barriera.
Oltre la Barriera, un'armata di Estranei e non-morti avanza verso sud e, tra le truppe, vi sono anche tre giganti non-morti. Meera Reed e Bran Stark, invece, arrivano stremati al tunnel di Castello Nero e trovano Edd che, dopo un'iniziale incertezza, li accoglie.
A Grande Inverno, Jon Snow, affiancato da Sansa Stark, sprona tutti gli uomini e le donne del Nord a mobilitarsi per contrastare quella che, agli occhi del nuovo Re del Nord, appare la minaccia più grave: l'avanzata degli Estranei verso la Barriera. Il Re del Nord chiede a Tormund e ai suoi bruti di presidiare il Forte Orientale, un castello abbandonato situato ai piedi della Barriera, a supporto dei Guardiani della notte, cosa che essi accettano. Jon restituisce alle casate traditrici Umber e Karstark le loro roccaforti natie, in netto contrasto con le idee di Sansa. Petyr Baelish nota i dissidi tra Jon e Sansa e inizia a sobillare quest'ultima.
Ad Approdo del Re, la regina Cersei Lannister e suo fratello gemello Jaime si rendono conto di essere gli ultimi Lannister rimasti e così pianificano nuove alleanze, in quanto circondati da nemici da ogni parte. Convocata da Cersei, giunge nella Capitale la flotta composta da mille navi di Euron Greyjoy. Il nuovo Re delle Isole di Ferro offre alla corona il pieno comando della sua flotta in cambio della mano della regina, ma Cersei rifiuta. Euron allora promette di ritornare ad Approdo del Re con un dono che la convinca ad accettare la sua proposta.
A Vecchia Città, Samwell Tarly passa le sue giornate alla Cittadella svuotando latrine, servendo cibo e assistendo l'anziano Arcimaestro Ebrose. Una notte, Sam sottrae a un maestro le chiavi della sezione della biblioteca riservata ai soli maestri e ruba dei volumi. Successivamente, scopre da un libro che sotto Roccia del Drago si nascondono ingenti giacimenti di vetro di drago, utile a combattere gli Estranei, e manda subito un corvo messaggero ad informare Jon. Alla Cittadella è presente anche Ser Jorah Mormont, in cerca di una cura per il suo Morbo Grigio in fase avanzata.
A Roccia del Drago, Daenerys Targaryen torna alla fortezza ancestrale della sua famiglia per la prima volta dalla sua nascita, poi rimuove i vessilli di Stannis Baratheon e prende possesso dell'isola: la Madre dei Draghi è quasi pronta a sferrare la sua offensiva a Westeros.
- Durata: 59 minuti[3]
- Guest star: Jim Broadbent (Arcimaestro Ebrose), Pilou Asbæk (Re Euron Greyjoy), David Bradley (Volto di Arya: Lord Walder Frey), Anton Lesser (Qyburn), Richard Dormer (Beric Dondarrion), Paul Kaye (Thoros di Myr), Jacob Anderson (Verme Grigio), Ellie Kendrick (Meera Reed), Ben Crompton (Lord Comandante Eddison Tollett), Hafþór Júlíus Björnsson (Ser Gregor Clegane), Tim McInnerny (Lord Robett Glover), Daniel Portman (Podrick Payne), Rupert Vansittart (Lord Yohn Royce), Bella Ramsey (Lady Lyanna Mormont), Richard Rycroft (Maestro Wolkan), Lucy Hayes (Lady Kitty Frey), Ed Sheeran (Soldato dei Lannister 1), Thomas Turgoose (Soldato dei Lannister 2), William Postlethwaite (Soldato dei Lannister 3), Megan Parkinson (Lady Alys Karstark), Harry Grasby (Lord Ned Umber), Neil Fingleton (Gigante non-morto 1), Ian Whyte (Gigante non-morto 2), Paul Ward (Membro della famiglia Frey 1), Brendan Morrissey (Membro della famiglia Frey 2), Eamonn Draper (Maestro malato), William Nevan e James Robert Wilson (Sam), Kate Dempsey (Servitrice).
- Altri interpreti: Vladimir Furdik (Re della Notte)[4].
- Tracce della colonna sonora presenti: Dragonstone, Shall We Begin?.
- Ascolti USA: telespettatori 10 105 000[5]
- Ascolti Italia (pay): telespettatori 292 000 – share 1,4%[6]

## Nata dalla tempesta
- Titolo originale: Stormborn
- Diretto da: Mark Mylod
- Scritto da: Bryan Cogman

### Trama
A Roccia del Drago, Daenerys costringe Varys a giurare di non tradirla mai più, visto che l'uomo aveva assoldato alcuni sicari contro di lei in precedenza. In seguito, la Madre dei Draghi riceve la visita di Melisandre: la Donna Rossa è convinta che Daenerys abbia un ruolo molto importante nella profezia della Lunga Notte e le consiglia quindi di convocare colui che secondo lei è il prescelto del Signore della Luce, ovvero Jon Snow, in modo da poter stringere un'alleanza. Tyrion garantisce per Jon e Daenerys fa mandare un corvo a Grande Inverno, affinché il Re del Nord la raggiunga e si inginocchi davanti a lei. Più tardi, la Regina dei Draghi discute dei suoi piani militari assieme a Yara e Theon Greyjoy, Ellaria Sand e Olenna Tyrell. La regina vieta fermamente l'uso dei suoi tre draghi in battaglia e i suoi alleati restano scettici in merito a ciò. Si stabilisce quindi di stringere d'assedio Approdo del Re con gli eserciti Martell e Tyrell, mentre gli Immacolati assalteranno Castel Granito, roccaforte Lannister situata nell'occidente. Quella stessa notte, Verme Grigio rivela i suoi sentimenti a Missandei e i due hanno un rapporto amoroso.
Ad Approdo del Re, Cersei convoca i lord che ritiene ancora fedeli. Lord Randyll Tarly, alfiere dei Tyrell, è indeciso se schierarsi con Cersei Regina di Westeros o con i Tyrell ai quali giurò lealtà, ma viene convinto da Jaime ad appoggiare la causa dei Lannister in cambio del titolo di Protettore dell'Altopiano a guerra terminata. In segreto, nei sotterranei della Fortezza Rossa, Qyburn mostra a Cersei un'arma studiata appositamente per uccidere i draghi di Daenerys: un enorme scorpione, i cui dardi riescono addirittura a trapassare il teschio di Balerion Terrore Nero, il grande e antico drago Targaryen appartenuto ad Aegon il Conquistatore.
Nelle Terre dei Fiumi, Arya Stark continua il suo viaggio verso sud. Giunta alla Locanda al Crocevia, incontra il suo vecchio amico Frittella, il quale la informa che Jon Snow è ora Re del Nord, inducendo la ragazza a cambiare destinazione. Di nuovo sulla strada, Arya viene circondata da un branco di lupi guidati da Nymeria, la sua meta-lupa abbandonata tanti anni prima. Nymeria decide di non seguire la sua ex padrona e di rimanere col suo branco: Arya capisce quindi che non è nella natura di Nymeria essere un lupo addomesticato, proprio come lei stessa, da piccola, diceva al padre di non voler diventare una lady come tutte le altre nobildonne.
A Grande Inverno, Jon Snow discute con la sorellastra Sansa e con Davos Seaworth dei messaggi ricevuti da Daenerys e da Samwell. Jon decide di raggiungere Roccia del Drago, anche se i lord del Nord sono contrari perché temono sia una trappola, e affida dunque il Nord a Sansa in sua vece. Nelle cripte di Grande Inverno, Petyr Baelish ha un diverbio con Jon, che gli ordina di non toccare Sansa, prima della partenza di quest’ultimo.
A Vecchia Città, l'Arcimaestro Ebrose visita Jorah Mormont diagnosticandogli solo 6 mesi di lucidità mentale. In segreto, Sam si informa riguardo al Morbo Grigio e scopre un metodo curativo, ritenuto però pericoloso per il curatore: il ragazzo decide di tentare comunque, per riconoscenza nei confronti del padre di Jorah, il Lord Comandante Mormont che lui tanto ammirava. Sam comincia così a rimuovere le placche superficiali del Morbo Grigio dalla pelle del sofferente Jorah.
Nel Mare Stretto, la flotta Martell e Greyjoy viene improvvisamente attaccata dall'armata di Euron, e decide di assaltare lui stesso la nave ammiraglia. Obara e Nymeria vengono uccise mentre Yara, Ellaria e sua figlia Tyene vengono catturate. Theon, provocato dallo zio che lo esorta a salvare la sorella, fugge e si getta in mare dopo aver visto i pirati Greyjoy che sfregiano e torturano i feriti, rammentando le terribili esperienze passate con Ramsay Bolton.
- Durata: 58 minuti[7]
- Guest star: Diana Rigg (Lady Olenna Tyrell), Jim Broadbent (Arcimaestro Ebrose), Pilou Asbæk (Re Euron Greyjoy), Gemma Whelan (Principessa Yara Greyjoy), Anton Lesser (Qyburn), Jacob Anderson (Verme Grigio), Keisha Castle-Hughes (Obara Sand), Rosabell Laurenti Sellers (Tyene Sand), Jessica Henwick (Nymeria Sand), Hafþór Júlíus Björnsson (Ser Gregor Clegane), Ben Hawkey (Frittella), Tim McInnerny (Lord Robett Glover), James Faulkner (Lord Randyll Tarly), Rupert Vansittart (Lord Yohn Royce), Tom Hopper (Dickon Tarly), Bella Ramsey (Lady Lyanna Mormont), Richard Rycroft (Maestro Wolkan), Ben Fox (Cliente della locanda 1), Mark Roper (Cliente della locanda 2), Megan Parkinson (Lady Alys Karstark), Harry Grasby (Lord Ned Umber).
- Altri interpreti: Brendan Cowell (Harrag)[8].
- Tracce della colonna sonora presenti: I Am the Storm, Ironborn.
- Ascolti USA: telespettatori 9 270 000[9]
- Ascolti Italia (pay): telespettatori 219 000 – share 1,1%[10]

## La giustizia della regina
- Titolo originale: The Queen's Justice
- Diretto da: Mark Mylod
- Scritto da: David Benioff e D.B. Weiss

### Trama
A Roccia del Drago, Jon e ser Davos vengono accolti da Missandei e Tyrion, ma la loro barca e le loro armi vengono requisite. Tyrion e Jon si salutano comunque cordialmente e si dirigono insieme alla Sala del Trono. Qui, Daenerys chiede a Jon sottomissione e fedeltà come suo Protettore del Nord, ma questi rifiuta, chiedendole appoggio solo nella guerra contro gli Estranei e dichiarandosi invece neutrale nella guerra in corso per il Trono di Spade. Entrambi rimangono fermi sulle loro posizioni e alla fine Jon viene congedato con il divieto di lasciare l'isola. Varys informa la regina della distruzione della flotta Greyjoy-Martell. Successivamente, Tyrion intercede per Jon e gli fa ottenere il permesso di estrarre il vetro di drago dal sottosuolo. La Madre dei Draghi, pur lodando la risolutezza e l'onestà di Jon, rimane scettica sull'esistenza degli Estranei. Lontana dai due regnanti, Melisandre rivela a Varys di aver compiuto il proprio "dovere", di aver unito insieme il "fuoco" e il "ghiaccio" e di essere in procinto di partire per Volantis, città libera situata ad Essos. Varys le suggerisce quindi di restare lontana dal Continente Occidentale, ma Melisandre afferma che la sua morte a Westeros è scritta nel destino, profetizzando lo stesso fato anche per lui.
Nel Mare Stretto, Theon viene ripescato da una delle navi sopravvissute all'attacco di Euron e viene di nuovo bollato come codardo dagli uomini leali a sua sorella.
Ad Approdo del Re, Yara, Ellaria e Tyene sfilano in catene al seguito di Euron, accolto trionfalmente per le strade della città. Alla Fortezza Rossa, Cersei accetta le prigioniere come dono di nozze e la proposta di matrimonio di Euron, ma rimanda le celebrazioni a guerra finita. Yara viene portata via da Euron mentre, nelle segrete del palazzo, la regina Cersei fa incatenare Ellaria e Tyene, infettando quest’ultima con lo stesso veleno usato a suo tempo contro la figlia, la principessa Myrcella. Ellaria resterà quindi incatenata a vita di fronte alla figlia Tyene, costretta a guardarla morire e poi marcire. Successivamente, Cersei e Jaime hanno un rapporto sessuale, al termine del quale la regina riceve Tycho Nestoris, banchiere della Banca di Ferro di Braavos. I due hanno un incontro privato in cui Cersei promette di restituire i debiti decennali della corona verso la banca braavosiana in sole due settimane.
A Grande Inverno, Sansa si dimostra una leader capace e risoluta nonostante l'assenza di Jon e, accompagnata da Baelish, lord Royce e Maestro Wolkan, ordina che la città venga preparata per l'inverno. In privato, Ditocorto le consiglia di immaginare ogni possibile eventualità di battaglia nella sua mente, così da essere pronta contro qualsiasi ostacolo. D'un tratto, Bran e Meera giungono in città: Sansa riabbraccia finalmente il fratello creduto morto, ma questi, in modo molto freddo e distaccato, afferma di dover parlare subito con Jon e, dopo essersi rivelato come il nuovo Corvo a tre occhi, le dice di aver visto che cosa le ha fatto Ramsay il giorno delle loro nozze. Sansa si congeda da lui piuttosto scossa.
A Vecchia Città, l'Arcimaestro Ebrose ispeziona Jorah Mormont, ormai completamente guarito dal Morbo Grigio, intuendo subito le responsabilità di Sam. Ebrose si compiace con Sam per l'impresa da record e, ammonendolo di non eseguire mai più procedure non autorizzate, gli affida l'incarico di ricopiare un'enorme mole di antichi documenti prima che si rovinino irreparabilmente.
Intanto, a Castel Granito, avviene l'assedio navale dell'inespugnabile fortezza: grazie a un passaggio segreto costruito da Tyrion ai tempi in cui era responsabile delle fognature cittadine, Verme Grigio e un piccolo manipolo di Immacolati colgono di sorpresa la città e aprono le porte all'intera armata di Daenerys. La flotta di Euron Greyjoy, però, irrompe nella baia e distrugge la flotta della Madre dei Draghi, lasciando gli Immacolati completamente alla mercé dei pirati di Euron e senza viveri nel castello.
Ad Alto Giardino, la maggior parte dell'esercito Lannister, comandato da Jaime, Randyll Tarly e Bronn, attacca e conquista con facilità il castello dei Tyrell in cui si trova Olenna, la Regina di Spine. Jaime concede all'anziana una morte senza sofferenze tramite veleno: la donna, subito dopo aver bevuto il mortale liquido, ammette di essere la responsabile della morte di Joffrey e chiede a uno sconvolto Jaime di riferirlo a Cersei.
- Durata: 62 minuti[11]
- Guest star: Diana Rigg (Lady Olenna Tyrell), Jim Broadbent (Arcimaestro Ebrose), Pilou Asbæk (Re Euron Greyjoy), Gemma Whelan (Principessa Yara Greyjoy), Jacob Anderson (Verme Grigio), Anton Lesser (Qyburn), Mark Gatiss (Tycho Nestoris), Rosabell Laurenti Sellers (Tyene Sand), Ellie Kendrick (Meera Reed), Hafþór Júlíus Björnsson (Ser Gregor Clegane), Rupert Vansittart (Lord Yohn Royce), James Faulkner (Lord Randyll Tarly), Tom Hopper (Dickon Tarly), Brendan Cowell (Harrag), Richard Rycroft (Maestro Wolkan), Sara Dylan (Bernadette), Luke Wilson Hanley (Soldato degli Stark), Staz Nair (Qhono).
- Tracce della colonna sonora presenti: The Queen's Justice, The Gift, The Long Farewell, Casterly Rock, A Lion's Legacy, Message for Cersei.
- Ascolti USA: telespettatori 9 245 000[12]
- Ascolti Italia (pay): telespettatori 204 000 – share 1,1%[13]

## Spoglie di guerra
- Titolo originale: The Spoils of War
- Diretto da: Matt Shakman
- Scritto da: David Benioff e D.B. Weiss

### Trama
Ad Alto Giardino, Bronn continua a pressare Jaime per avere il castello e la moglie altolocata che gli sono stati promessi molto tempo prima. Randyll Tarly e suo figlio Dickon, nel frattempo, aiutano Jaime ad organizzare il trasporto dell'oro e del cibo ottenuti dal saccheggio delle terre dell'Altopiano.
Ad Approdo del Re, Cersei continua a trattare con Tycho Nestoris per ottenere nuovo denaro per assoldare nuove truppe di terra e di mare. Il banchiere accetta l'oro saccheggiato alla casa Tyrell come saldo totale del debito e ne aspetta la consegna.
A Grande Inverno, Petyr Baelish dona a Bran la stessa daga in acciaio di valyria che apparteneva a lui e che venne usata anni prima per tentare di ucciderlo. Ditocorto cerca di instaurare un dialogo con il giovane che però gli risponde "il caos è una scala", frase che lo stesso Petyr aveva detto a Varys ad Approdo del Re tanti anni prima. Meera saluta Bran per tornare dalla sua famiglia e si rende conto di quanto sia cambiato il giovane Stark dopo l'attacco alla grotta da parte degli Estranei: egli è infatti molto più distaccato e freddo con chiunque. Bran stesso afferma di non essere più quello di prima dopo tutto il sapere che il Corvo a tre occhi gli ha conferito. Tempo dopo, Arya torna finalmente a casa e riabbraccia prima Sansa e poi Bran, il quale le dà prova dei suoi poteri affermando di averla vista andare a Approdo del Re per uccidere Cersei, prima che cambiasse idea e tornasse a casa. Il fratello dona a Arya la daga di Ditocorto, dicendole che servirà più a lei che a lui. Arya chiede a Brienne di aiutarla con l'allenamento con la spada e dimostra di poterle tenere facilmente testa in un duello, lasciando spiazzati la stessa Brienne, Petyr e Sansa.
A Roccia del Drago, Jon mostra a Daenerys l'immensa quantità di vetro di drago che può essere estratta e una zona cavernosa dove sono incisi dei pittogrammi antichissimi, fatti dai Figli della Foresta, in cui vengono ritratti questi ultimi lottare, insieme ai Primi Uomini, contro il loro comune nemico: gli Estranei. Jon rinnova a Daenerys la richiesta di alleanza e quest'ultima ribadisce che starà dalla sua parte a patto che lui rinunci al suo titolo riconoscendola unica vera regina. La Madre dei Draghi viene informata della morte di Olenna Tyrell e del suo esercito e, furibonda, decide di attaccare la Fortezza Rossa con i suoi tre draghi. Tyrion e Jon, però, si oppongono convincendola a desistere. Theon e i suoi uomini giungono sulla riva di Roccia del Drago dove ad accoglierli c'è Jon. Theon è intenzionato a chiedere a Daenerys di salvare Yara, ma viene informato che la Madre dei Draghi è "assente".
Sulla Strada per Approdo del Re, Randyll Tarly informa Jaime che l'oro è stato portato entro le mura della città e che adesso la priorità va ai carri che trasportano il cibo. Improvvisamente, però, la carovana viene attaccata dall'immensa orda dei Dothraki a cavallo. Jaime ordina quindi di serrare i ranghi e di prepararsi per la battaglia ma, appena eseguito l'ordine, dal cielo discende Daenerys a cavallo di Drogon, che fa scempio dei difensori aprendo la strada ai Dothraki. Bronn usa lo scorpione di Qyburn per cercare di fermarla, ma il colpo ferisce solo lievemente Drogon. Jaime carica verso Daenerys, scesa a terra per curare Drogon, ma spintonato da Bronn sprofonda nel fiume antistante insieme a lui, riuscendo appena in tempo a salvarsi da morte certa, visto che Drogon stava per rigurgitare verso di lui un mare di fuoco.
- Durata: 49 minuti[14]
- Guest star: James Faulkner (Lord Randyll Tarly), Tom Hopper (Dickon Tarly), Ellie Kendrick (Meera Reed), Mark Gatiss (Tycho Nestoris), Brendan Cowell (Harrag), Daniel Portman (Podrick Payne), Danny Kirrane (Henk), Joseph Quinn (Koner), Staz Nair (Qhono), Breige Roche (Donna di Grande Inverno), Eamon Keenan (Soldato degli Stark 1), Darren Playford (Soldato degli Stark 2).
- Camei: Noah Syndergaard (Lanciere dei Lannister).
- Tracce della colonna sonora presenti: Dragonglass, Spoils of War, Pt. 1, Spoils of War, Pt. 2, Home.
- Ascolti USA: telespettatori 10 167 000[15]
- Ascolti Italia (pay): telespettatori

## Forte Orientale
- Titolo originale: Eastwatch
- Diretto da: Matt Shakman
- Scritto da: Dave Hill

### Trama
Sulle sponde delle Rapide Nere, Bronn e Jaime sono salvi e sfuggiti a Daenerys. Nel frattempo, la Madre dei Draghi richiede sottomissione ai nemici catturati. Solamente i lord Randyll e Dickon Tarly non accettano e quindi vengono arsi vivi da Drogon, nonostante i ripetuti tentativi di intercessione da parte di Tyrion. Il resto dei superstiti si inginocchia dinanzi a lei.
Ad Approdo del Re, Jaime torna da Cersei e la ammonisce sulla superiorità dei Dothraki e dei draghi, per poi riferirle della responsabilità di Olenna nella morte di Joffrey. Cersei intuisce quindi le intenzioni del gemello di voler negoziare subito con Daenerys e si oppone fermamente.
A Grande Inverno, Bran sorveglia l'esercito degli Estranei controllando un gruppo di corvi, ma il Re della Notte lo scopre e disperde lo stormo. Bran ordina poi a Maestro Wolkan di avvertire tutta Westeros dell'avanzata dell'esercito dei non-morti al Forte Orientale.
A Vecchia Città, il messaggio di Bran viene ignorato dai Maestri, ma non da Sam, che suggerisce di inviare ulteriori lettere ai Lord di tutto Westeros allo scopo di inviare soldati alla Barriera. L'Arcimaestro Ebrose, però, sospetta che il messaggio sia una tattica di Daenerys per allontanare uomini dal Sud. Nelle stanze di Sam, Gilly legge casualmente dell'annullamento del matrimonio di un certo "Ragger" e delle sue successive nozze segrete avvenute lo stesso giorno a Dorne (un probabile riferimento a Rhaegar Targaryen, fratello maggiore di Daenerys e rapitore di Lyanna Stark), mentre Sam, irritato dallo scetticismo dei Maestri della Cittadella, rinuncia agli studi, ruba alcuni libri dalla zona proibita della biblioteca e parte verso Grande Inverno.
A Roccia del Drago, Daenerys torna con Drogon e si ferma proprio davanti a Jon: il ragazzo accarezza timoroso il muso del drago, che si dimostra stranamente molto docile nei suoi confronti. Jorah Mormont giunge sull'isola completamente guarito e torna al servizio della Madre dei Draghi. Jon è lieto di conoscere il figlio del Lord Comandante che tanto ammirava. Jon riesce a convincere la regina dell'esistenza degli Estranei e afferma l'impossibilità di combatterli nel mezzo del conflitto in corso. Tyrion propone quindi di presentare un soldato non-morto come prova a Cersei per chiederle una tregua: il Folletto si impegnerà personalmente per intercedere presso Jaime, mentre Jon e Jorah si offrono per la cattura del non-morto.
Ad Approdo del Re, grazie all'intercessione di Bronn, Tyrion incontra Jaime nelle segrete della Fortezza Rossa. Davos rintraccia Gendry nella sua vecchia armeria, tornato al lavoro come fabbro; il ragazzo accetta subito la proposta di seguire ser Davos nelle sue avventure. Sulla via del ritorno, Tyrion viene riconosciuto da due Cappe Dorate, ma Gendry li uccide con la sua arma personale, un martello da battaglia molto simile a quello appartenuto al suo defunto padre, Robert Baratheon. Jaime cerca di parlare con Cersei, ma la regina lo avverte di essere già a conoscenza dell'incontro con Tyrion e di averlo segretamente permesso, rivelandogli infine di essere incinta.
A Roccia del Drago, Davos e Gendry incontrano Jon ed entrambi ricordano il legame che univa i loro padri. Inoltre, Gendry si offre volontario per combattere al suo fianco. A quel punto, Jon, Gendry, Davos, Jorah e i soldati del Nord si congedano da Daenerys e si imbarcano per il Forte Orientale.
A Grande Inverno, lord Glover e lord Royce disapprovano la missione di Jon a Roccia del Drago, ma lady Sansa ricorda loro che Jon è il Re del Nord e che quindi dovranno tutti fidarsi del suo giudizio. Arya e Sansa hanno una discussione, nella quale Sansa viene accusata di bramosie di potere. Arya pedina Ditocorto e trova nella sua stanza la lettera che Sansa, costretta da Cersei, scrisse anni addietro al fratello Robb sul "tradimento" del padre, Eddard. Ditocorto se ne accorge in segreto e sembra apparentemente compiaciuto di ciò.
Al Forte Orientale, Jon incontra Tormund e gli spiega le sue intenzioni. Il leader dei bruti rivela di aver catturato Thoros di Myr, Beric Dondarrion ed il Mastino, intenzionati a loro volta ad andare oltre la Barriera. Malgrado le tensioni tra Jorah e Tormund e tra Gendry e la Fratellanza, il gruppo parte per la spedizione a nord della Barriera, con l'eccezione di Davos, che rimarrà al Forte.
- Durata: 58 minuti[16]
- Guest star: Jim Broadbent (Arcimaestro Ebrose), Richard Dormer (Beric Dondarrion), Paul Kaye (Thoros di Myr), Anton Lesser (Qyburn), James Faulkner (Lord Randyll Tarly), Tom Hopper (Dickon Tarly), Tim McInnerny (Lord Robett Glover), Rupert Vansittart (Lord Yohn Royce), Richard Rycroft (Maestro Wolkan), Kevin Eldon (Cappa Dorata 1), Julian Firth (Arcimaestro Sandhu), Philip O'Sullivan (Arcimaestro), Laurence Spellman (Cappa Dorata 2), Staz Nair (Qhono), William Nevan e James Robert Wilson (Sam), Adele Smyth-Kennedy (Spia di Petyr Baelish a Grande Inverno).
- Altri interpreti: Vladimir Furdik (Re della Notte)[4].
- Tracce della colonna sonora presenti: I Only See What Matters, Gorgeous Beasts.
- Ascolti USA: telespettatori 10 718 000[17]
- Ascolti Italia (pay): telespettatori

## Oltre la Barriera
Questo episodio non è da confondere con quello omonimo della seconda stagione.
- Titolo originale: Beyond the Wall
- Diretto da: Alan Taylor
- Scritto da: David Benioff e D.B. Weiss

### Trama
A Grande Inverno, Arya affronta la sorella riguardo alla lettera scritta anni prima a Robb, minacciando velatamente di renderla pubblica. Più tardi, Sansa chiede a Petyr Baelish dove Arya possa aver trovato il messaggio, ma questi finge di non saperne nulla. Sansa riceve l'invito di Cersei ad andare a Approdo del Re per l'imminente incontro tra le due regine e così invia Brienne in sua vece; la guerriera, preoccupata dalle lamentele dei Lord del Nord per l'assenza di re Jon, preferirebbe rimanere a Grande Inverno per proteggerla, ma viene respinta e congedata in malo modo. Sansa entra di soppiatto nella camera da letto della sorella per cercare la lettera, trovando invece le sue facce da Assassina Senza Volto. Arya la raggiunge chiudendosi la porta alla spalle e le spiega le sue capacità acquisite a Braavos, ammettendo che potrebbe simulare di essere Sansa stessa dopo averla uccisa. Alla fine, Arya si limita a consegnare alla sorella la daga di Ditocorto.
A Roccia del Drago, Daenerys si dimostra molto preoccupata per Jon, cosa che Tyrion non manca di farle notare. I due poi discutono su come riconquistare il Trono di Spade, su come convincere Cersei a unire le loro forze e su come costruire il mondo migliore che Daenerys desidera tanto. Tyrion le fa notare la mancanza di un erede, ma lei gli risponde che i draghi sono i soli figli che potrà mai avere e che si parlerà della successione solo quando sarà lei l'unica regina.
Oltre la Barriera, Jon offre Lungo Artiglio a Jorah, ma egli non se ne ritiene degno e quindi rifiuta, rispettando la scelta di suo padre. Il gruppo si scontra, poi, con un orso polare non-morto che ferisce gravemente Thoros di Myr. Giunti al monte visto dal Mastino nelle fiamme, Jon guida un'imboscata contro un Estraneo e una piccola avanguardia di non-morti che lo seguono. Ucciso l'Estraneo, tutti i non-morti periscono eccetto uno, che viene inibito, arrivando alla conclusione che ogni non-morto è legato all'Estraneo che lo ha generato. Il sopravvissuto, però, allarma il Re della Notte e Jon ordina la ritirata, imponendo a Gendry di tornare al Forte Orientale per inviare un corvo a Daenerys e chiedere aiuto. Il gruppo di Jon rimane circondato dall'esercito non-morto su un isolotto in mezzo a un lago. Qui, Thoros perde la vita e Beric brucia il suo cadavere. Il messaggio di Gendry giunge a Roccia del Drago, dove Daenerys parte subito alla volta del gruppo di Jon con i suoi tre draghi, nonostante il parere contrario di Tyrion. Oltre la Barriera inizia a calare la sera e la bassa temperatura indurisce il ghiaccio del lago rendendolo transitabile e permettendo quindi ai non-morti di attaccare e soverchiare i vivi, ma il provvidenziale arrivo di Daenerys ribalta la situazione. Jon rimane a terra per dare agli altri abbastanza tempo per salire su Drogon con il non-morto catturato, ma il Re della Notte, con un giavellotto di cristallo, colpisce in volo e uccide uno dei tre draghi, Viserion, tra lo shock dei presenti e soprattutto di Daenerys. Jon sembra annegare trascinato sott’acqua dai non-morti, mentre Daenerys e gli altri fuggono in volo, schivando fortunosamente un'altra lancia del Re della Notte. Il ragazzo, uscito a fatica dall'acqua, viene raggiunto e salvato da suo zio Benjen, mimetizzatosi tra i non-morti, che alla fine gli cede il suo cavallo e si sacrifica per permettergli la fuga.
Al Forte Orientale, il Mastino carica il non-morto su una piccola imbarcazione per portarlo ad Approdo del Re. Jon, privo di sensi, ma ancora vivo nonostante l'ipotermia, riesce a raggiungere la Barriera, dove viene soccorso e quindi trasportato su una nave della flotta Targaryen, per poi essere spogliato degli abiti congelati. Daenerys, osservando le numerose cicatrici delle ferite mortali sul corpo di Jon, è ormai determinata a sconfiggere il Re della Notte. Per ringraziarla, Jon rinuncia al suo titolo di Re del Nord e diventa suo Lord Protettore. Durante la conversazione, i due si accorgono di provare dei sentimenti l'uno per l'altra.
A nord della Barriera, il Re della Notte fa trascinare Viserion fuori dall'acqua e lo riporta in vita come drago non-morto, rendendolo parte del suo imponente esercito.
- Durata: 70 minuti[18]
- Guest star: Richard Dormer (Beric Dondarrion), Paul Kaye (Thoros di Myr), Joseph Mawle (Benjen Stark), Richard Rycroft (Maestro Wolkan).
- Altri interpreti: Vladimir Furdik (Re della Notte)[4].
- Tracce della colonna sonora presenti: Against All Odds, See You for What You Are.
- Ascolti USA: telespettatori 10 236 000[19]
- Ascolti Italia (pay): telespettatori

## Il drago e il lupo
- Titolo originale: The Dragon and the Wolf
- Diretto da: Jeremy Podeswa
- Scritto da: David Benioff e D.B. Weiss

### Trama
Ad Approdo del Re avviene l'incontro tra Cersei Lannister, Daenerys Targaryen, Jon Snow e i loro rispettivi alleati. Dopo un breve confronto verbale tra i fratelli Clegane e i parenti Greyjoy, viene mostrato il non-morto incatenato: Euron, terrorizzato, ordina unilateralmente la ritirata della Flotta di Ferro alla madrepatria. Cersei, invece, inizialmente rifiuta la tregua in quanto non riesce a garantirsi la neutralitá del Nord quando la guerra proseguirá dopo aver affrontato la minaccia degli Estranei, in quanto Jon ha riconosciuto Daenerys come sua regina; successivamente, però, proclama la tregua e offre supporto militare solo dietro insistenza di Tyrion, incontrato in privato. Intanto, nella Fortezza Rossa, Jaime organizza la marcia a Grande Inverno ma Cersei lo ferma e gli rivela di aver mentito all'incontro per occupare le terre che Daenerys lascerà sguarnite, approfittando degli Estranei come diversivo, e che Euron in realtà è in missione segreta per trasportare i mercenari della Compagnia Dorata di Essos, finanziati con l'oro dei Tyrell, fino a Approdo del Re. Jaime rifiuta il cinismo della sorella, abbandona Approdo del Re e parte da solo alla volta del Nord, mentre anche sulla capitale inizia a nevicare.
A Roccia del Drago, l'armata di Daenerys si accinge a partire per il Nord via nave. Jon parla con Theon Greyjoy, il quale mostra rimpianto e pentimento per i tradimenti del passato e viene perdonato. Jon lo qualifica come Theon Greyjoy-Stark e lo sprona a salvare sua sorella Yara. Theon torna dai pochi uomini Greyjoy rimasti a Roccia del Drago e Harrag, il leader del gruppo, gli si oppone e lo affronta, ma viene inaspettatamente sconfitto. Ora ai suoi ordini, Theon e gli Uomini di Ferro salpano per salvare Yara. Nella nave ammiraglia Targaryen, Jon entra nella cabina di Daenerys e i due fanno l'amore, sotto gli occhi di uno stupefatto Tyrion.
A Grande Inverno, Sansa viene avvertita della sottomissione di Jon a Daenerys. Petyr Baelish prova a convincerla a sovvertire il potere per diventare lei stessa Regina del Nord e a far processare la sorella Arya. Al processo, tuttavia, è lui a essere imputato da Bran e Sansa per i crimini commessi: la morte di Jon Arryn, le trame segrete con Lysa Arryn e la sua uccisione, il tradimento nei confronti di Eddard Stark. Bran testimonia per l'accusa, usando come prove le sue visioni del passato, Ditocorto allora supplica e rinnova il suo amore per Catelyn e Sansa, ma viene condannato a morte seduta stante e sgozzato direttamente da Arya.
Samwell Tarly giunge a Grande Inverno con Gilly e va subito a incontrare Bran. I due condividono le loro recenti scoperte sulla vera identità di Jon: i suoi genitori naturali sono Rhaegar Targaryen e Lyanna Stark, legittimati per matrimonio a Dorne. Arya, Sansa e Bran sono quindi suoi cugini, mentre Daenerys è sua zia. Il suo vero nome è Aegon Targaryen, sussurrato a Ned da Lyanna prima di morire, ed è il legittimo erede al Trono di Spade. La Ribellione di Robert fu quindi fondata su una bugia: Rhaegar non rapì e non fece mai del male a Lyanna, anzi, i due giovani si amavano e scapparono insieme visto che la ragazza era promessa sposa a Robert, uomo che non amava.
Al Forte Orientale, alla Barriera, giunge l'esercito degli Estranei. Viserion, ora divenuto un drago non-morto dalla fiammata blu, demolisce il colossale muro di ghiaccio e permette all'esercito dei non-morti l'ingresso nei Sette Regni. Tormund e Beric Dondarrion assistono atterriti: la Grande Guerra è iniziata.
- Durata: 80 minuti[20]
- Guest star: Pilou Asbæk (Re Euron Greyjoy), Richard Dormer (Beric Dondarrion), Jacob Anderson (Verme Grigio), Anton Lesser (Qyburn), Daniel Portman (Podrick Payne), Hafþór Júlíus Björnsson (Ser Gregor Clegane), Rupert Vansittart (Lord Yohn Royce), Aisling Franciosi (Lady Lyanna Stark), Brendan Cowell (Harrag), Robert Aramayo (Eddard Stark da giovane), Richard Rycroft (Maestro Wolkan), Wilf Scolding (Principe Rhaegar Targaryen), Tom Chadbon (Alto Septon Maynard), Staz Nair (Qhono), Guy Oliver-Watts (soldato dei Lannister), Neil Fingleton (Gigante non-morto 1), Ian Whyte (Gigante non-morto 2), Adam Slynn (soldato dei Lannister), William Nevan e James Robert Wilson (Sam).
- Altri interpreti: Vladimir Furdik (Re della Notte)[4].
- Tracce della colonna sonora presenti: A Game I Like to Play, The Dagger, Home, Casterly Rock, Ironborn, No One Walks Away from Me, Truth, The Army of the Dead, Winter Is Here.
- Ascolti USA: telespettatori 12 072 000[21]
- Ascolti Italia (pay): telespettatori